# Jennifer Hohl
Jennifer Hohl (Marbach, Cantó de Sankt Gallen, 3 de febrer de 1986) va ser una ciclista suïssa professional de 2006 a 2012. Va guanyar tres Campionats nacionals en ruta.

## Palmarès
- 2008
  -  Campiona de Suïssa en ruta
- 2009
  -  Campiona de Suïssa en ruta
  - 1a al Campionat de Zúric
- 2010
  - 1a a la Halle-Buizingen
- 2012
  -  Campiona de Suïssa en ruta